# Bravaisia
Bravaisia es un género de plantas con flores perteneciente a la familia Acanthaceae. El género tiene 3 especies de hierbas, naturales de las regiones tropicales de América.

## Descripción
Son árboles, que alcanzan un tamaño hasta 20 m de alto; tallos jóvenes cuadrangulares, glabros a tomentosos en las porciones más jóvenes. Hojas ovadas a ovado-elípticas, 3.5–28.5 cm de largo y 1–11.8 cm de ancho, ápice agudo o acuminado. Inflorescencias en forma de panículas frondosas, compactas, terminales, hasta 13 cm de largo y 25 cm de ancho. Frutos claviformes, de 10–12 mm de largo, 4–5 mm de ancho y 3 mm de grueso, aplanados, glabros.

## Taxonomía
El género fue descrito por Augustin Pyrame de Candolle y publicado en Bibliotheque Universelle de Geneve 17: 132–133. 1838. La especie tipo es: Bravaisia floribunda DC. 

## Especies deBravaisia
- Bravaisia berlandierana
- Bravaisia grandiflora
- Bravaisia integerrima